# Pita pobřežní
Pita pobřežní (Pitta megarhyncha) je pták z čeledi pitovití (Pittidae) a rodu pita (Pitta). Druh popsal německý přírodovědec Hermann Schlegel roku 1863. Podle Mezinárodního svazu ochrany přírody je pita pobřežní klasifikována jako téměř ohrožený druh.

## Výskyt
Pita pobřežní je ptákem jižní a jihovýchodní Asie, areál jejího výskytu zahrnuje Indii, Bangladéš, Myanmar, Thajsko, poloostrovní Malajsii, Singapur a Indonésii (od Riauských ostrovů přes východní nížiny Sumatry až po ostrov Bangka). Je specialistou pro život v pobřežních mangrovníkových oblastech, žije i v porostech nyp podél přílivových řek a ve sladkovodních bažinatých lesích. Významná populace obývá jihoasijský bažinatý les Sundarbans.

## Popis a chování
Pita pobřežní dosahuje velikosti 18 až 21 cm. Svrchní partie těla se vyznačují zeleným a modrým opeřením, s bílou skvrnou na letkách křídel. Hlava se vyznačuje mahagonově hnědou „čepičkou“ a výraznou černou obličejovou maskou. Spodní partie jsou žlutavé, hrdlo bělavé. Obě pohlaví jsou si svým zbarvením podobná, neobjevuje se tedy výrazný pohlavní dimorfismus. Dospělci se svým vzezřením podobají pitám modrokřídlým (Pitta moluccensis), rozlišovacími znaky jsou v případě pity pobřežní: mnohem delší zobák, tmavší a rovnoměrněji hnědá „čepička“, bílé hrdlo a matnější spodní partie.
Masivní zobák pity pobřežní byl pokládán jako adaptace pro lov krabů, byť se podle pozorování ve volné přírodě tito ptáci živí i jinými bezobratlými, jako jsou červi (zřejmě mnohoštětinatci), měkkýši nebo mravenci. Hnízdění bylo zaznamenáno v období mezi květnem a červnem. Pity si z rostlinných materiálů vytvářejí při zemi klenutá, kulovitá až tunelovitá hnízda s bočním vchodem. Snůšku tvoří tři vejce, příležitostně možná jen dvě. Na stavbě hnízda i následné inkubaci vajec se podílejí oba rodiče.

## Ohrožení
Mezinárodní svaz ochrany přírody (IUCN) považuje pitu pobřežní za téměř ohrožený druh. Ačkoli velikost celkové populace nebyla kvantifikována, IUCN předpokládá, že má klesající tendenci, protože pita preferuje vysoce specializovaný a omezený typ stanoviště. Pobřežní mangrovové lesy jsou vystaveny silnému tlaku lidských aktivit, ať už jde o těžbu dřeva nebo přeměnu původní vegetace na zemědělskou půdu. Právě zachování zbylých nedotčených stanovišť by mělo představovat prioritní cíl ochrany.